# Twerk

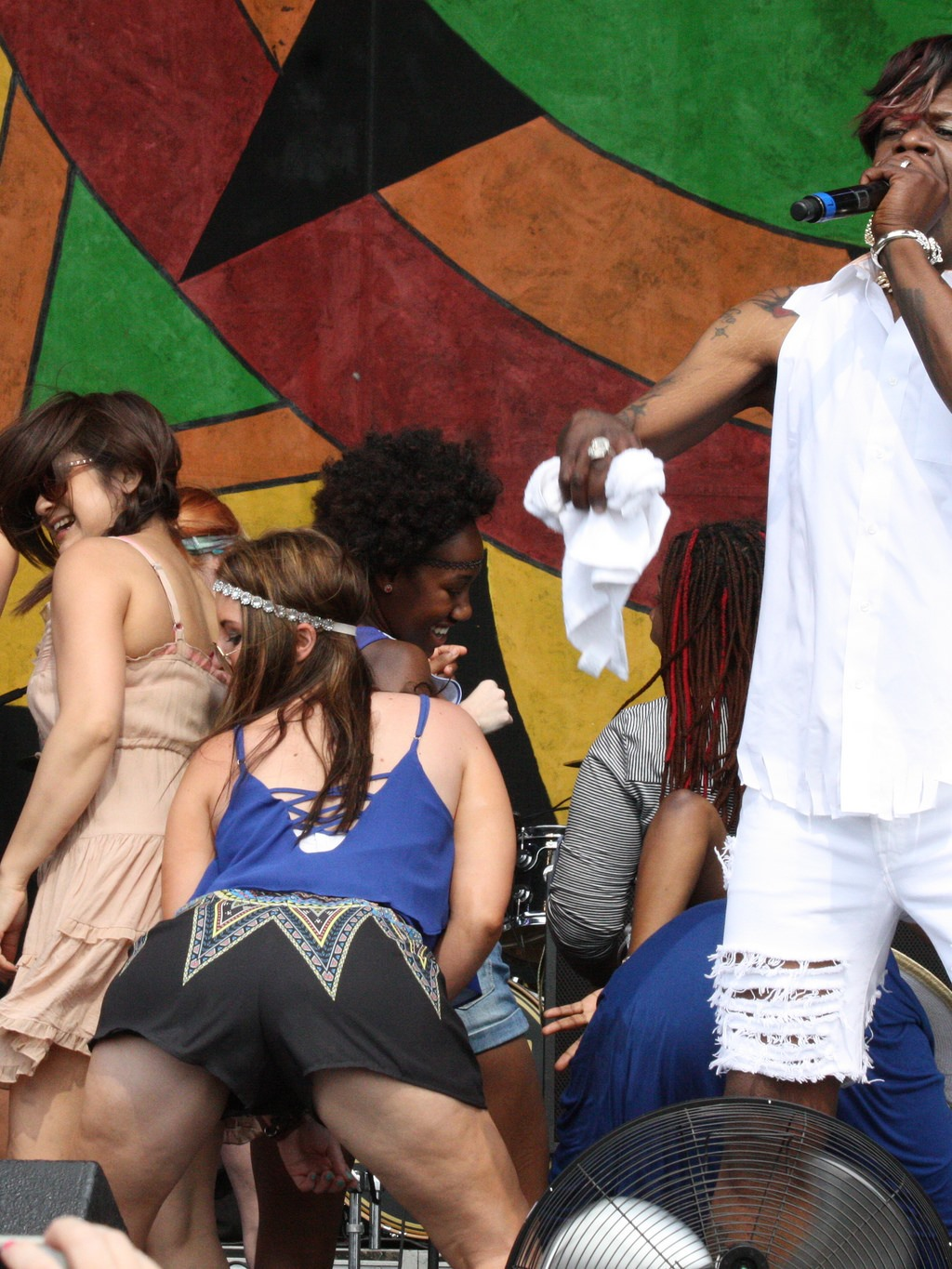
Žena twerkující během soutěže

Twerk je sexuálně provokativní taneční styl, při němž tanečník na populární hudbu třese a pohupuje hýžděmi.

## Možný původ
Twerkování bývá přirovnáváno k tradičním afrických tancům. V americké hip hopové subkultuře se začal používat v roce 1993. Na počátku 21. století si začal získávat na popularitě a bylo jej možné sledovat především v hudebních videích. V roce 2013 bylo slovo přijato do Oxfordského slovníku angličtiny poté, co jej zatančili hudebníci Miley Cyrusová a Robin Thicke při svém kontroverzním vystoupení během předávání MTV Video Music Awards.
Přesný původ pojmu je neznámý. Jedno z častých vysvětlení odkazuje na kontaminaci z anglických sloves „to twist“ (kroutit se) a „to jerk“ (trhat, škubat, cukat sebou). Podle blogu Oxfordského slovníku se jedná pravděpodobně o úpravu slovesa „to work“ (dělat) s možným vlivem sloves „to twist“ nebo „to twich“ (cukat se, kroutit se).